# Schrämwalze

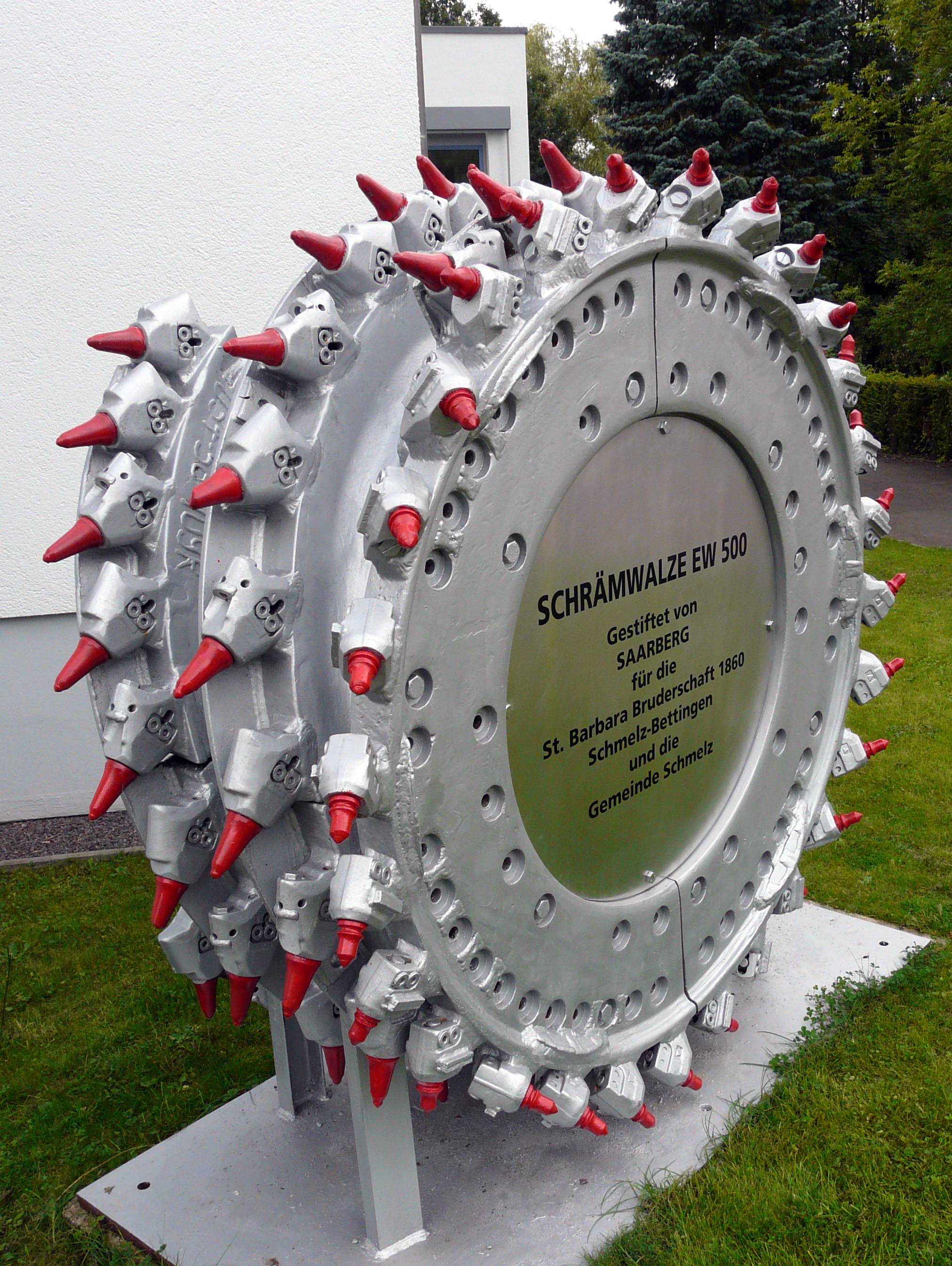
Schrämwalzendenkmal in Schmelz (Saar).

Eine Schrämwalze ist der walzenförmige Werkzeugträger eines Walzenschrämladers. Die Werkzeuge der Schrämwalze sind Meißel aus Hartmetall und auf der Schrämwalze in rechts- und linksdrehenden Schraubenlinien angeordnet. Die Walze befindet sich am Ende des Walzentragarmes und wird meist hydraulisch angetrieben. Schrämwalzen wurden zuerst im britischen Steinkohlenbergbau und später dann im deutschen Steinkohlenbergbau eingesetzt. Maßgeblich beteiligt an der Konstruktion und Verbesserung der Schrämwalze war die Firma Eickhoff.

## Walzentypen
Es werden zwei Walzentypen unterschieden, die Zylinderwalze und die Exponentialwalze, auch Globoidwalze genannt. Bei der Zylinderwalze sind die Schraubengänge senkrecht auf einem Walzenkörper aufgesetzt. Dieser Walzenkörper, das Kernrohr, ist zylindrisch oder kegelstumpfförmig gearbeitet. Dieser ist mit einem Spiralgang ausgestattet, zudem gibt es auch Spiralwalzentypen, die mit zwei Spiralgängen ausgestattet sind. Die Globoidwalze hat ein kegelstumpfförmiges Kernrohr und eine zur Austragsseite hin kontinuierlich zunehmende Schraubengangsteigung. Die Schraubengangzwischenräume sind elliptisch oder halbkreisförmig geformt. Durch diese Konstruktion wird die Reibung des Haufwerks verringert. Bei diesem Walzentyp nimmt die Spiralgangsteigung in Richtung Austrag zu, was zu einer Verbesserung des Ladevermögens führt. Das hat wiederum zufolge, dass die Marschgeschwindigkeit des Walzenladers gesteigert werden kann. Des Weiteren kommt es beim Einsatz der Globoidwalze zu einer geringeren Staubentwicklung als beim Einsatz der Zylinderwalze.

## Abmessungen und Antriebsleistungen

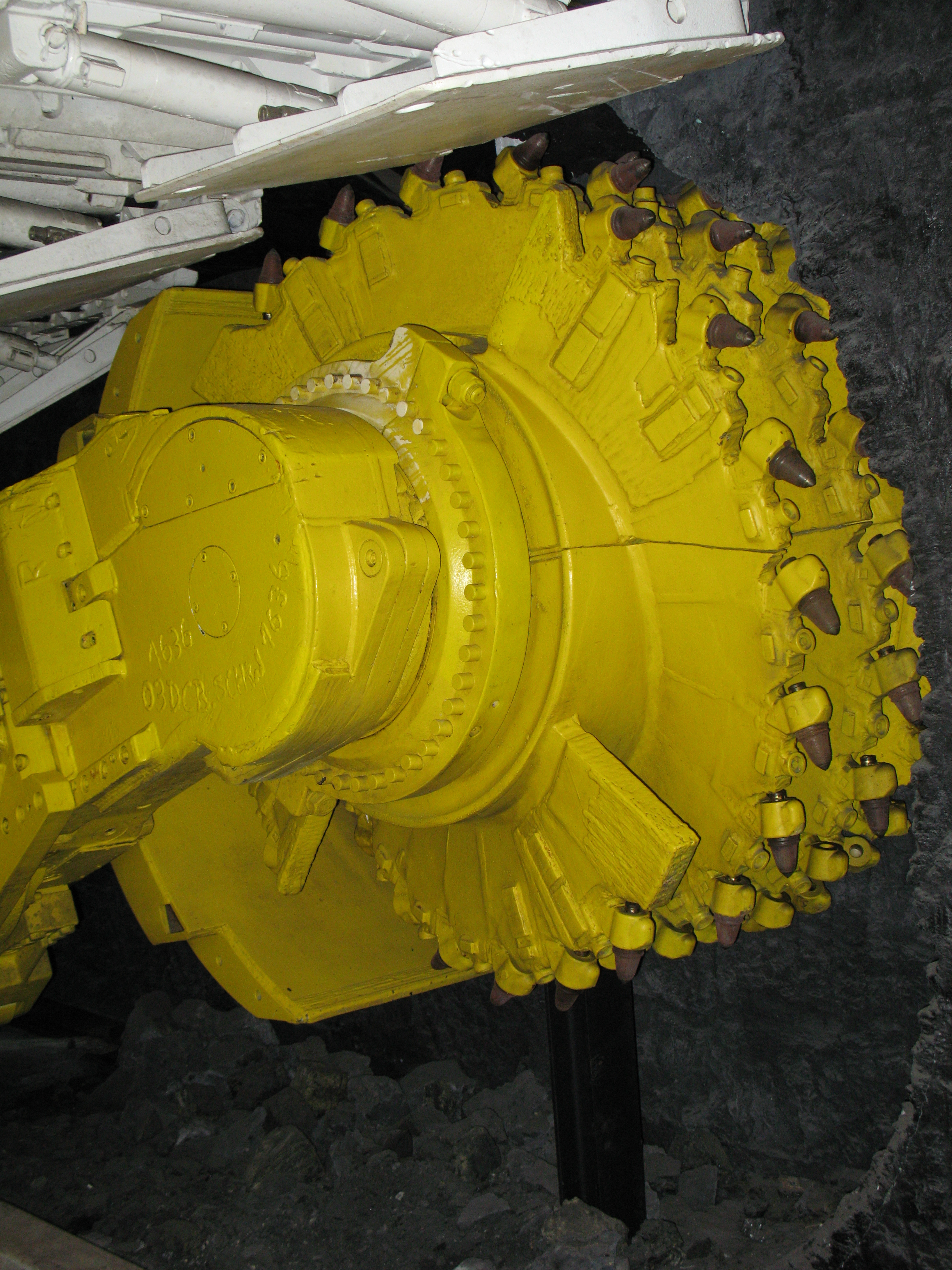
Schrämwalze im Bergbaumuseum

Um eine Schrämwalze optimal auf eine Lagerstätte abzustimmen, muss eine Vielzahl von Parametern beachtet werden. Die Abmessungen und Bauform der Schrämwalzen hängen von den Gegebenheiten des Flözes ab. Dabei hat die Flözmächtigkeit den größten Einfluss auf die Abmessungen des Walzenrades. Je mächtiger das Flöz ist, umso größer muss der Walzendurchmesser sein. Zunächst wurden Walzen mit Durchmessern von 0,75 Meter bis zu 2,3 Meter gebaut und eingesetzt. Mit diesen Walzen konnten Schnitthöhen von 1,8 Meter bis maximal fünf Meter erreicht werden. In den 1980er Jahren wurde der Walzendurchmesser auf 0,8 Meter bis zu 3,2 Meter erhöht. Die Breite der Walzenräder ist ebenfalls von der Flözmächtigkeit abhängig, bei niedrigeren Flözen werden meistens breitere Walzenräder eingesetzt. Am häufigsten werden Walzenradbreiten von 0,8 Metern verwendet. Als Schrämmeißel kommen entweder tangential angeordnete Rundschaftmeißel oder radial angeordnete Flachmeißel zum Einsatz. Welcher Meißeltyp eingesetzt wird, hängt von der Schneidbarkeit der Kohle und der des Nebengesteins ab. Die Walzenräder haben je nach Größe Antriebsleistungen von 150 bis 450 Kilowatt, die Walzendrehzahlen liegen bei 37 Umdrehungen pro Minute.

## Arbeitsweise
Bei Zylinderwalzen sammelt sich das von den Schrämmeißeln herausgelöste Mineral zunächst in den Zwischenräumen des Walzenkörpers. Durch die weiteren Drehbewegungen wird das Material in axialer Richtung der Walze verschoben und ausgetragen. Das Räumvolumen bleibt bei diesem Walzentyp zwischen den Schraubengängen konstant. Bei Zylinderwalzen mit kegelstumpfförmigem Kernrohr kommt es zur Austragsseite zu einer geringen Volumenzunahme. Bei Zylinderwalzen kommt es beim Schneiden oftmals zu einem Materialstau, dadurch wird das Ladevermögen der Walzen verschlechtert. Außerdem können sich größere Kohle- oder Gesteinsbrocken zwischen den Schraubengängen der Walze verklemmen, dadurch wird die Abförderung des Haufwerks behindert. Globoidwalzen arbeiten ähnlich wie Zylinderwalzen. Jedoch haben Globoidwalzen aufgrund ihrer Bauform ein besseres Ladevermögen als Zylinderwalzen, da bei diesen das Räumvolumen zur Austragsseite stetig größer wird. Dadurch kommt es zu keinem Materialstau. Durch die gerundete Form zwischen den Schraubengängen der Walze wird auch das Festklemmen von Materialbrocken verhindert.

## Staubbekämpfung
Ein wesentliches Problem für die Bergleute stellt die Staubentwicklung durch den Einsatz der Schrämwalze dar. Aufgrund der Leistungssteigerung der Walzenlader stieg die Staubentwicklung und somit die Gefahr einer Kohlenstaubexplosion in den Schrämbetrieben stetig mit der Leistungssteigerung an. Ziel war und ist es nun, die Staubentwicklung  durch geeignete technische Maßnahmen auf ein Mindestmaß zu reduzieren. Für die Entstehung von Staub ist im Wesentlichen die Form der Walze entscheidend. Somit ist es eine Möglichkeit zur Staubbekämpfung, die Walze so zu konstruieren, dass durch sie bei der Schrämarbeit möglichst wenig Staub entsteht. So erzeugen kegelstumpfförmige Schrämwalzen weniger Staub als einfache zylindrische Walzen. Die geringste Staubentwicklung entsteht durch den Einsatz von Exponentialwalzen. Da sich der entstehende Staub durch eine Staubabsaugung nicht ausreichend entfernen ließ, ging man dazu über, durch Bedüsungseinrichtungen die Staubentwicklung zu bekämpfen. Zunächst versuchte man, durch möglichst viele Wasserdüsen vom Tragarm aus den Staub zu bekämpfen, was jedoch nur zu mäßigen Erfolgen führte und bei der erhöhten Staubentstehung durch Leistungssteigerung kaum mithalten konnte. Man ging dann dazu über, den Walzenkörper selbst zu bedüsen. Zusätzlich zur Bedüsung mittels Wasser wurde der Wasserstrahl durch Zugabe von Druckluft feiner verteilt. Dies führte letztendlich in den 1980er Jahren zur Entwicklung der Ejektorbedüsung, bei der ein Luft-Wasser-Gemisch erzeugt und fein vernebelt wird. Durch entsprechend konstruierte Bedüsungssysteme konnte später der Feinstaub um bis 50 Prozent reduziert werden. Durch konstruktive Maßnahmen konnte zudem eine deutliche Reduzierung der Wassermenge erzielt werden. So wird die Walzenbedüsung durch eine Ventilsteuerung nur dann mit Wasser beaufschlagt, wenn die Walze in Kohle schneidet. Letztendlich wurde die Staubentwicklung auch noch durch Reduzierung der Walzendrehzahl zusätzlich vermindert.